# Byarumssjön
Byarumssjön är en sjö i Vaggeryds kommun i Småland och ingår i Lagans huvudavrinningsområde. Sjön har en area på 0,0472 kvadratkilometer och ligger 198 meter över havet. Sjön avvattnas av vattendraget Gnyltån.

## Delavrinningsområde
Byarumssjön ingår i det delavrinningsområde (638106-139984) som SMHI kallar för Inloppet i Hjortsjön. Avrinningsområdets medelhöjd är 214 meter över havet och ytan är 10,23 kvadratkilometer. Räknas de 2 delavrinningsområdena uppströms in blir den ackumulerade arean 33,11 kvadratkilometer. Gnyltån som avvattnar avrinningsområdet har biflödesordning 3, vilket innebär att vattnet flödar genom totalt 3 vattendrag innan det når havet efter 208 kilometer. Delavrinningsområdet består mestadels av skog (84 procent). Avrinningsområdet har 0,05 kvadratkilometer vattenytor vilket ger det en sjöprocent på 0,5 procent.